# Babushka Lady

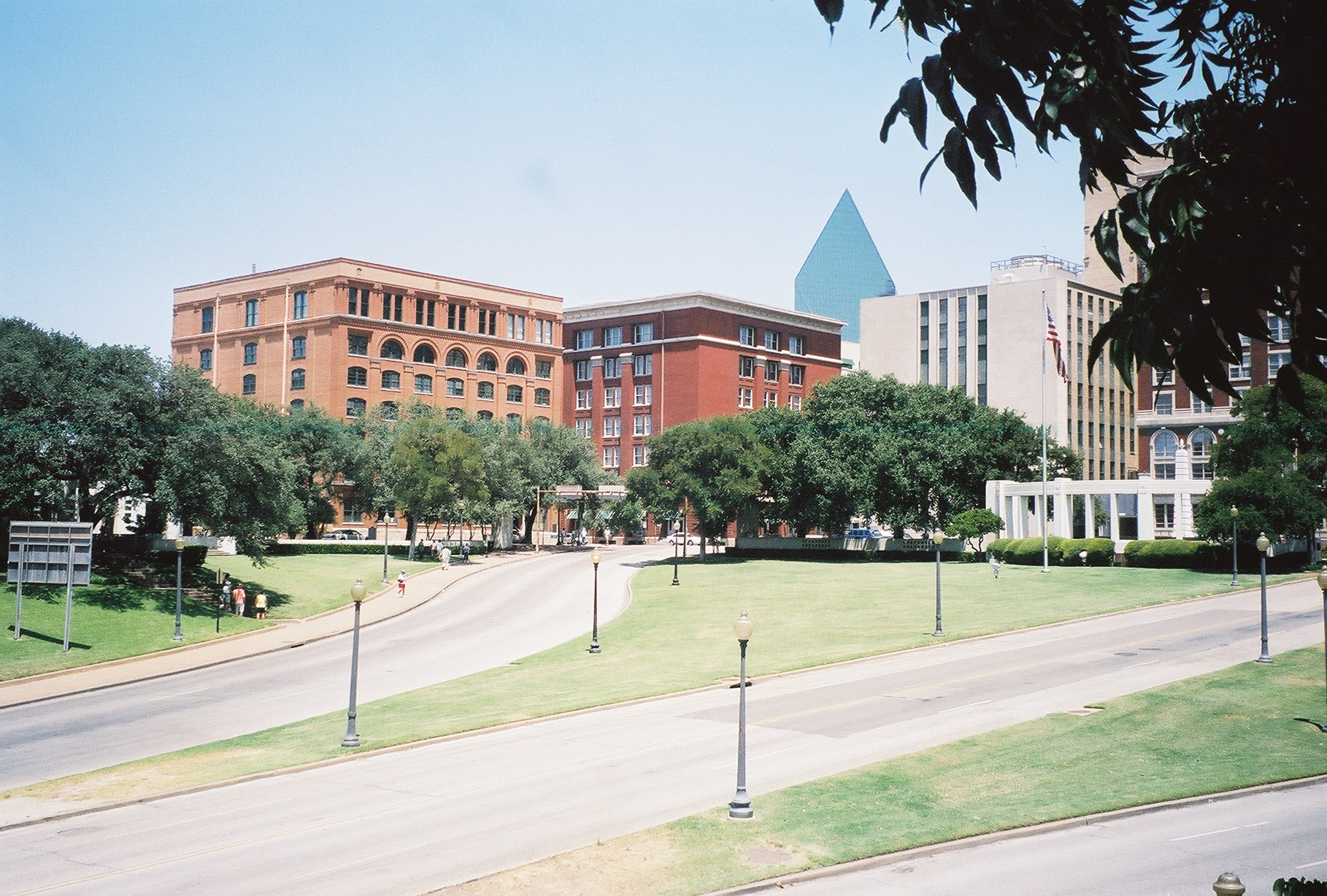
Dealey Plaza – „Babushka Lady” stała na trawiastym terenie pośrodku obrazu

Babushka Lady – pseudonim niezidentyfikowanej kobiety, będącej świadkiem zabójstwa 35. prezydenta Stanów Zjednoczonych Johna Fitzgeralda Kennedy’ego, 22 listopada 1963 na Dealey Plaza w Dallas.

## Opis
Zyskała przydomek „Babushka Lady” ze względu na chustę, którą miała na sobie w tym czasie, przypominającą tradycyjny szal kobiet z rosyjskiej prowincji (бабушка – Babuszka – oznacza po rosyjsku „babcię” lub „staruszkę”).
Obecność tej kobiety na miejscu zamachu potwierdzają zeznania naocznych świadków, jak i materiały fotograficzne oraz filmowe z tego dnia (takie jak Muchmore, Nix, Bell czy Zapruder), na których wyraźnie widać jak stała na trawiastym terenie między Elm Street i Main Street, trzymając w rękach coś wyglądającego na kamerę, którą prawdopodobnie zarejestrowała przejazd kawalkady prezydenckiej przez Dealey Plaza z bliska, w momencie gdy padały strzały.
Po tym jak prezydencka limuzyna opuściła Dealey Plaza, „Babushka” przeszła przez Elm Street i dołączyła do tłumu ludzi biegnących w kierunku „Trawiastego Pagórka” (ang. Grassy Knoll), szukając domniemanego zamachowca. Była ostatni raz widziana po wschodniej stronie Elm Street, po czym znikła, a jej dalsze losy są do dziś nie znane. kobieta nigdy nie została zidentyfikowana, a domniemanego materiału filmowego, który rzekomo nakręciła, mogącego być ważnym dowodem w sprawie, nigdy nie znaleziono.

## Spekulacje
Z czasem za „Babushkę Lady” podawało się wiele kobiet, w tym niejaka Beverly Oliver. Sądziła, że nagranie całego zajścia zostało jej zabrane przez agentów FBI. Podawała model kamery jaką wtedy używała. Według jej zeznań była to kamera 8 mm marki Yashica. Problem w tym, że model tej kamery wszedł na rynek w 1966 roku, a do zamachu doszło w 1963 roku. Był to wręcz wyraźny dowód na to, że Beverly kłamie. Nie zgadzał się również jej zbyt młody wiek. „Babushka Lady” wyglądała na kobietę w wieku ok. 40 lat. Beverly w 1966 roku miała zaledwie 17 lat.